# Jennifer Wilton
Jennifer Wilton (* 1977 in West-Berlin) ist eine deutsche Journalistin und seit 2022 Chefredakteurin der Tageszeitung Die Welt.

## Werdegang
Wilton studierte Hispanistik, Geschichte, Kulturwissenschaft und Medienwissenschaft in Berlin, Münster und Madrid und erwarb einen Abschluss als Magistra Artium. Wilton war ab 1999 bis 2005 als freie Journalistin tätig, unter anderem für den Tagesspiegel, den Spiegel, Die Zeit und die Frankfurter Allgemeine Zeitung, sowie als Gastjournalistin bei der spanischen Tageszeitung El País.
Von 2006 bis 2007 absolvierte sie ein Volontariat bei der Welt. Ab 2008 war sie dort Redakteurin im Ressort Reportagen, ab 2011 baute sie das Ressort „Titelthema“ auf und leitete es. Nach einem Gastaufenthalt bei The Guardian baute sie ab 2013 den Bereich „Digitales Storytelling“ auf. Ab 2017 leitete sie das Ressort „Investigation/Reportage“, ab 2018 das Ressort „Titelthema“ der Welt am Sonntag.
Im Januar 2022 wurde sie Chefredakteurin der Welt als Nachfolgerin von Dagmar Rosenfeld, die als Chefredakteurin zur Welt am Sonntag wechselte. Mitte Juni 2025 wurde bekannt, das Wilton die Welt-Chefredaktion zum Monatsende verlässt, da „es Zeit für etwas Neues sei“.
Ihr Vater war Neuseeländer.